# Blasonatura
In araldica, la blasonatura, (chiamata in contesti più informali descrizione araldica o profilo araldico o blasone) nel suo significato principale, è la descrizione di uno stemma, con i suoi smalti, le sue partizioni, le sue figure nella loro posizione, nel loro numero e nei loro attributi.

Lo stemma dell'Alsazia

Ad esempio, lo stemma dell'Alsazia si blasona così: 

## Etimologia
La parola blasonatura deriva del termine blasone, che nell’antica accezione era sinonimo di araldica, successivamente di stemma e di arma, l'etimologia è incerta: per alcuni deriva dal tedesco blasen, ovvero "soffiare" che indicava l’atto dell’araldo di suonare il corno o la tromba per dare inizio al torneo; per altri dal francese blason sinonimo di bouclier "scudo"; per altri ancora, più genericamente, dal tema blas o blat comune a molte lingue, da cui hanno origine termini come blatero, blatare, blason "parlare con rumore, con vanto", che ricordano le grida degli araldi nel descrivere gli stemmi dei cavalieri durante i tornei, e termini come blapto, blasphemo e blasonner "inveire", "imprecare", "sfidare" che si riferiscono alla sfida che il cavaliere lanciava all’avversario prima del combattimento.

## Regole
La blasonatura è eseguita secondo un ordine molto rigoroso, per cui in linea di principio a ogni blasone dato corrisponde uno e un solo testo. La pratica conferma abbastanza bene questo principio.
Vengono descritti prima lo scudo (che va osservato come se fosse imbracciato dal cavaliere per cui la sua parte sinistra corrisponderà alla nostra destra e viceversa) poi gli ornamenti esteriori. Si possono seguire due metodi diversi per blasonare uno stemma: cominciando dalle figure e terminando con il campo (usato dai tedeschi e dagli spagnoli), oppure iniziando dal campo e proseguendo con le figure (usato da francesi, inglesi e italiani).

### La descrizione degli stemmi nell'araldica italiana
- Nella descrizione di uno scudo senza partizioni, cioè pieno, per prima cosa va indicato lo smalto del campo: ad es. di rosso (dove è sottinteso che il campo sarà dipinto di rosso). Quindi seguono le figure, in quanto considerate sovrapposte al campo. Ad es. di rosso, all'aquila di nero (aquila nera su fondo rosso).
- Se ci sono partizioni, lo scudo si indica subito con la relativa definizione. Ad esempio: partito, inquartato, troncato, ecc.
- Quando esistono linee di contorno particolari, le definizioni vanno attribuite alle relative partizioni o pezze. Ad es.: Troncato merlato di argento e di rosso.
- Per indicare le partizioni si usano i numeri ordinali. Es: Inquartato: nel primo …. Nel caso degli scudi composti si possono impiegare anche le lettere: a)… b)…
- Dopo una partizione si mettono i due punti. Le partizioni si dividono con un punto e virgola. Gli attributi e gli smalti si dividono con una virgola. Es. Troncato: nel primo di rosso, alla fascia d'argento; nel secondo d'argento, alla banda di verde.
- Se nel campo ci sono più figure, nella loro blasonatura si segue un ordine dall'alto al basso e da destra (sinistra di chi guarda) a sinistra.
- Ogni partizione può essere a sua volta inquartata, partita, troncata, ecc. cioè composta da più partizioni, ciascuna delle quali si descrive separatamente, come fosse uno scudo autonomo.
- Le partizioni si indicano con un aggettivo in quanto sono relative a tutto lo scudo (ad es. troncato), le pezze con un sostantivo (ad es. alla fascia, in quanto si considerano oggetti sovrapposti allo scudo.
- Se nello scudo c'è il capo si blasona per ultimo

## Sequenza da seguire nella blasonatura
- campo dello scudo
  - campo di smalto uniforme oppure
  - partizione oppure
  - ripartizione oppure
  - seminato

- figure principali
  - una sola figura oppure
  - due figure uguali oppure
  - due figure diverse ma di pari rilevanza oppure
  - tre figure uguali oppure
  - tre figure diverse ma di pari rilevanza oppure

- figure secondarie
  - una sola figura oppure
  - due figure uguali oppure
  - due figure diverse ma di pari rilevanza oppure
  - tre figure uguali oppure
  - tre figure diverse ma di pari rilevanza oppure

- bordura
  - bordura di smalto uniforme oppure
  - bordura caricata di figure oppure
  - bordura partizionata o ripartita oppure
  - filiera (trattata come la bordura) oppure
  - orlo (trattato come la bordura)

- sul tutto

- sul tutto del tutto

## Esempio di blasonatura

Schema illustrativo su come è formata una blasonatura.

| 1 | d'azzurro pieno |  |
| 2 | d'azzurro, alla banda spinata d'argento |  |
| 3 | d'azzurro, alla banda spinata d'argento, accostata da due bande dello stesso |  |
| 4 | d'azzurro, alla banda spinata d'argento, accostata da due bande dello stesso, entrambe caricate da una banda ristretta d'azzurro |  |
| 5 | d'azzurro, alla banda spinata d'argento, accostata da due bande dello stesso, entrambe caricate da una banda ristretta d'azzurro, caricata da una rosa di rosso, punteggiata di verde e bottonata d'oro                                  |  |
| 6 | d'azzurro, alla banda spinata d'argento, accostata da due bande dello stesso, entrambe caricate da una banda ristretta d'azzurro, caricata da una rosa di rosso, punteggiata di verde e bottonata d'oro posta fra due quadrati del campo |  |